# Negros Occidental
Negros Occidental (en hiligueino: Negros Nakatungdan; en cebuano: Kasadpang Negros; en antiqueño: Negros Nakatungdan; en tagalo: Kanlurang Negros; en inglés: Western Negros) es una provincia ubicada en la región de Bisayas Occidentales en Filipinas, ocupa la mitad noroccidental de la Isla Negros (Negros Oriental ocupa la otra mitad) y su capital es la ciudad de Bacólod. Al otro extremo del golfo de Panay y el estrecho de Guimaras se halla la provincia insular de Guimaras y la de Iloilo, en la isla Panay. Conocida como la “Azucarera de Filipinas”, Negros Occidental produce más de la mitad del azúcar del país.

## Historia
El primer europeo en llegar a la isla fue Miguel López de Legazpi en 1565, el cual confió la cristianización de la zona a la orden de los agustinos. Colonizada por los españoles, su primera capital fue Ilog.
El nombre Negros proviene del primer contacto de los hombres de Legazpi con la población, a la que estos europeos encontraron de color negro.
Hoy en día sus habitantes son denominados negrenses.

## Economía
La provincia está nota por su industria de azúcar.

## Idioma
El hiligueino es el idioma principal de la región, si bien también se habla cebuano en algunas de sus localidades.
Durante la colonización española la isla fue una de las más hispanizadas de Filipinas y el español una lengua muy extendida, si bien hoy en día su uso es meramente testimonial y la escasa gente que la tiene como lengua materna ya tiene una edad avanzada.

## Ciudades

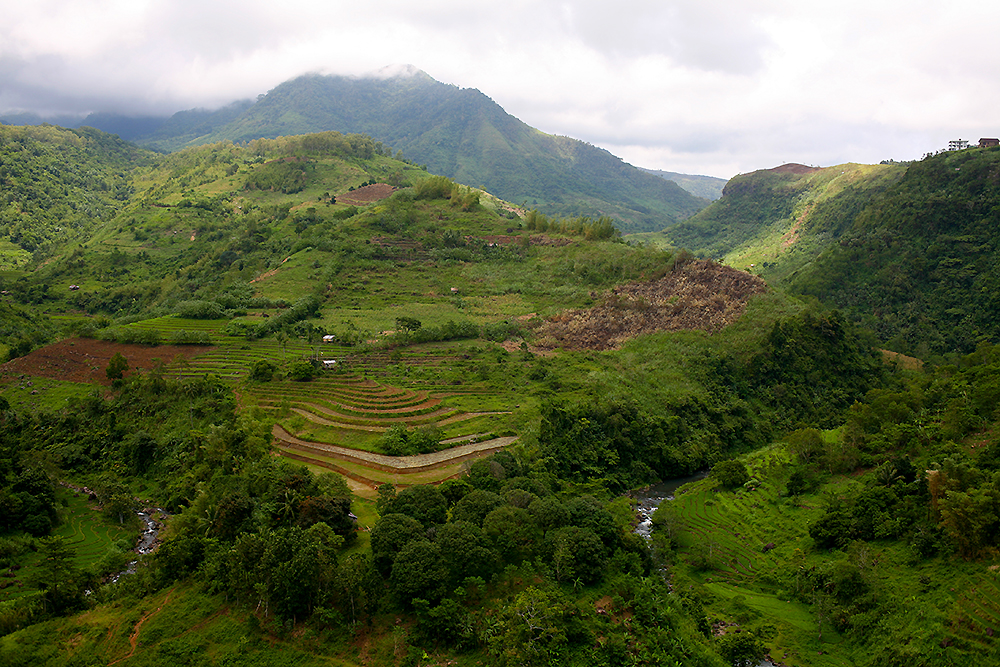
Monte Canlaón

| - Bacólod - Bago - Cádiz - Escalante - Himamaylan - Kabankalan | - La Carlota - Sagay - San Carlos - Silay - Sipalay - Talisay - Victorias |

## Parque Naturales y Entornos Protegidos
- Parque natural Monte Canlaón
- Parque natural Negros Norte
- Reserva Marina Sagay
- Reserva Forestal Cuenca de Ilog-Hilabangan
- Reserva Forestal Cuenca de Kabangkalan